# Yarrowia
Genre
Yarrowia est un genre de levures de la famille des Dipodascaceae. Selon l’esquisse des Ascomycota de 2007, la famille comprend quatre genres ; cependant, le placement de Sporopachydermia et de Yarrowia est incertain.

## Liste des espèces
- Yarrowia bubula
- Yarrowia deformans
- Yarrowia lipolytica (espèce type)
- Yarrowia porcina
- Yarrowia yakushimensis
- Yarrowia parophonii
- Yarrowia galli
- Yarrowia oslonensis
- Yarrowia alimentaria
- Yarrowia hollandica
- Yarrowia phangngaensis

## Publication originale
- (en) JP. van der Walt, JA. von Arx, The yeast genus Yarrowia gen. nov in Antonie van Leeuwenhoek 46 (6), 1980 : 517–21, DOI 10.1007/bf00394008, PMID 7195185.